# Coelichneumon subviolaceiventris
Coelichneumon subviolaceiventris är en stekelart som först beskrevs av Maurice Pic 1908.  Coelichneumon subviolaceiventris ingår i släktet Coelichneumon och familjen brokparasitsteklar. Inga underarter finns listade i Catalogue of Life.